# Benjamin Murmelstein

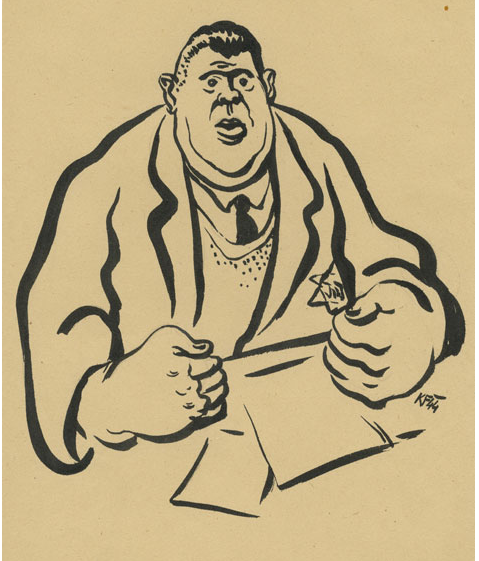
Karel Fleischmann: Benjamin Murmelstein (1944)

Benjamin Murmelstein (geboren am 9. Juni 1905 in Lemberg, Galizien, Österreich-Ungarn; gestorben am 27. Oktober 1989 in Rom) war ein österreichischer Rabbiner, Gelehrter und Funktionär der Israelitischen Kultusgemeinde Wien vor ihrer Auflösung durch die Nationalsozialisten im März 1938. Danach war er in der zwangsweise von den Nationalsozialisten in „Jüdische Gemeinde Wien“ umbenannten und kontrollierten Institution für die „Auswanderungsabteilung“ zuständig. Später gehörte er dem ebenfalls von den Nationalsozialisten geschaffenen Judenrat in Wien an. Anschließend war er als Deportierter der letzte von den Nationalsozialisten eingesetzte Judenälteste im Ghetto Theresienstadt. Von ihm stammen wichtige Zeitzeugenberichte über die Verbrechen der Nationalsozialisten an den Juden.

## Leben und Wirken

### Herkunft, Familie, Studium und Rabbinat
Murmelstein war der Sohn von  Wolf Zeev Murmelstein (gestorben 1934) und Debora Murmelstein, geborene Geyer (1879–1941), er hatte noch zwei Brüder und zwei Schwestern. Er absolvierte, aus einer orthodoxen Familie stammend, ein Gymnasium in Lemberg, der Hauptstadt des österreichischen Galiziens. Nach der bestandenen Reifeprüfung zog er 1923 nach Wien und studierte an der Universität Wien Philosophie und semitische Sprachen. Parallel dazu absolvierte er an der Wiener „Israelitisch-Theologischen Lehranstalt“ eine rabbinische Ausbildung, die er 1927 mit herausragendem Ergebnis abschloss. Im gleichen Jahr erfolgte seine Promotion mit der Dissertation über Adam. Ein Beitrag zur Messiaslehre.
Ab 1931 war Murmelstein als Rabbiner der Israelitischen Kultusgemeinde Wien im Brigittenauer Tempel tätig. Des Weiteren dozierte er von 1931 bis 1938 an der Israelitisch-Theologischen Lehranstalt und unterrichtete auch Religion an Wiener Mittelschulen. Er betrieb zudem judaistische Studien und publizierte auch in diesem Bereich. (Siehe auch: Jüdisches Leben in Wien.)
Seit 1933 war Murmelstein mit Margit, geborene Geyer (1. März 1904 in Budapest), verheiratet. Aus der Ehe ging ein Sohn, Wolf Murmelstein, (* 1936) hervor. Murmelstein versuchte von 1936 bis 1941 erfolglos, eine Anstellung im Ausland zu erhalten, während die meisten anderen Rabbiner auswanderten. Er blieb mit seiner Familie letztlich in Wien, wo er sich in der Zeit des Austrofaschismus streitbar des zunehmenden Antisemitismus erwehrte.

### Funktionen in der NS-Zeit
Nach dem Anschluss Österreichs im März 1938 an das Deutsche Reich gehörte Murmelstein als Leitungsmitglied der Israelitischen Kultusgemeinde Wien an, die im März 1938 537 besoldete und 565 ehrenamtliche Mitarbeiter hatte. Er leitete kurze Zeit später die vom NS-Regime geschaffene „Auswanderungsabteilung“ in der Wiener Kultusgemeinde, die im Mai 1938 auf Weisung des NS-Regimes in „Jüdische Gemeinde“ umbenannt wurde. In dieser Funktion musste Murmelstein eng mit der im August 1938 von Adolf Eichmann und Alois Brunner geschaffenen „Zentralstelle für jüdische Auswanderung in Wien“ kooperieren, die einzig dem Ziel diente, die Emigration von Wiener Juden zu forcieren. In dieser Funktion konnte Murmelstein vielen jüdischen Wienern das Leben retten. Er fungierte zudem als gut bezahlter, stellvertretender Leiter der jüdischen Gemeinde in Wien unter Josef Löwenherz und entwickelte sich vom „Gottesmann zum Administrator, Bürokraten und Manager im Elend“. Im Rahmen dieser Tätigkeiten musste er mehrmals ins Ausland reisen, verblieb jedoch nicht dort, sondern kehrte immer nach Wien zurück.
Die anderen Leiter der jüdischen Gemeinde dienten als Geiseln, als Murmelstein im Jänner 1939 zur Organisation der Kindertransporte nach London reiste, und hafteten für ihn mit ihrer Unterschrift. Murmelstein begleitete im Herbst 1939 als jüdischer Funktionär während der Umsetzung des sogenannten Nisko-Plans Transportzüge mit Wiener Juden nach Nisko. Bis November 1941 konnten etwa 128.000 Juden aus Wien emigrieren.
Ab 1942 musste er mit anderen jüdischen Funktionären während der Abfertigung der Deportationszüge aus Wien in die Vernichtungslager im Osten auf Weisung der NS-Behörden die „Einwaggonierung“ vornehmen, was nicht zu verhindern war. Murmelstein versuchte, alte Menschen und Kinder von den Deportationslisten streichen zu lassen. Aufgrund der schlimmen Ereignisse geriet er in eine Glaubenskrise und besuchte die Synagoge nicht mehr. Ab November 1942 war er im Beirat des Ältestenrates der Juden in Wien unter dessen Leiter Löwenherz.

### Judenältester im Ghetto Theresienstadt
Am 29. Jänner 1943 wurde Murmelstein nach Theresienstadt deportiert. Der Theresienstadt-Häftling Hans Günther Adler berichtete 1955, dass Murmelstein von Wien her kein guter Ruf vorangegangen sei. Murmelstein fungierte in Theresienstadt von Anfang an hinter Jacob Edelstein als „Zweiter Stellvertreter des Judenältesten“ Paul Eppstein. Zudem war er schon kurz nach seiner Ankunft in Theresienstadt für die Abteilung Gesundheitswesen und die Technische Abteilung als Dezernent zuständig. Ab April 1943 war er noch leitend in der Bucherfassung konfiszierter hebräischer Bücher zur Katalogisierung durch das Reichssicherheitshauptamt (RSHA) tätig. Im Dezember 1943 übernahm er die „Innere Verwaltung“, die u. a. den Bereich Raumwirtschaft umfasste. Neben der polnischen und der deutschen Sprache eignete sich Murmelstein in Theresienstadt zum Verständnis der Lagersprache auch tschechische Sprachkenntnisse an. Mit seiner Frau und dem gemeinsamen Sohn bewohnte er ein Zimmer im Ghetto. In Theresienstadt war die Schauspielerin Vlasta Schönová seine Freundin.
Vom 27. September 1944 bis zum 5. Mai 1945 war Murmelstein letzter Judenältester im Ghetto Theresienstadt und löste in dieser Funktion den ermordeten Eppstein ab. Murmelstein bekleidete diesen Posten zunächst faktisch und ab Dezember 1944 offiziell.
Kurz nach seiner Ernennung zum Judenältesten gingen in Theresienstadt die Herbsttransporte mit arbeitsfähigen Insassen ab, deren Ziel das Vernichtungslager Auschwitz-Birkenau war. Murmelstein konnte jedoch keinen Einfluss auf die Deportationen aus Theresienstadt nehmen. Er war bemüht, durch Kooperation mit den Nationalsozialisten möglichst viele der internierten Juden zu retten, was im Fall der Transporte in einigen hundert Fällen auch gelang. Dabei handelte es sich hauptsächlich um Mediziner, Pflegepersonal und andere für das Bestehen des Lagers unentbehrliche Experten, da Murmelstein sich ansonsten weigerte, Deportationslisten zusammenzustellen. Er ließ auch Reklamationen an den Transporten nicht zu, um eine Gleichbehandlung aller Häftlinge zu gewährleisten. Vorteile für prominente Häftlinge baute er ebenso ab, so die Sonderzuteilungen bei den Essensrationen.
Vom Ausmaß der Judenvernichtung durch die Nationalsozialisten erfuhr Murmelstein in Theresienstadt frühestens im Dezember 1944 durch neu eingetroffene jüdische Slowaken, möglicherweise aber auch erst im April 1945 durch in Theresienstadt angekommene Überlebende von Todesmärschen von KZ-Häftlingen. Er lehnte den bewaffneten Widerstand, Flucht oder Suizid kategorisch ab. Weil er die Gefahr der Liquidierung des Lagers sah, setzte er zur Rettung der Juden im Lager stattdessen auf effektive Organisation des Lageralltags. Damit wollte er die SS-Führer überzeugen, dass die (ihm durchaus bewusste) propagandistische Außenwirkung des Ghettos funktioniert: So ließ er u. a. die Arbeitszeit in Theresienstadt auf 70 Stunden erhöhen, im Ghetto aufräumen sowie Frauen Schwerarbeit verrichten und erreichte so eine verbesserte Infrastruktur und Versorgungslage der Insassen im Ghetto.
Murmelstein war in dem Propagandafilm „Theresienstadt. Ein Dokumentarfilm aus dem jüdischen Siedlungsgebiet“ zu sehen und konnte diesen während einer Präsentation vor einer Delegation des Roten Kreuzes am 16. April 1945 in Theresienstadt gemeinsam mit SS-Führern ansehen.
Am 5. Mai 1945 übernahm das Internationale Komitee vom Roten Kreuz durch Paul Dunant die Leitung im Ghetto Theresienstadt. Leo Baeck dankte Anfang Mai 1945 Murmelstein schriftlich für seine Tätigkeit als Judenältester unter schwierigsten Umständen. Von einigen Überlebenden wurden ihm danach selbstherrliche Handlungen und die Annahme sexueller Gefälligkeiten nachgesagt. Auch seine „Falstaff-Figur“ wurde ihm in der Hungerzeit übelgenommen, so dass seine Ablösung als Lagerältester teils gefeiert wurde.

### Nachkriegszeit
Nach Kriegsende blieb Murmelstein in Theresienstadt und wirkte bei der Auflösung des Ghettos mit. Murmelstein verfasste dort noch im Mai/Juni 1945 seine Zeitzeugenberichte Geschichtlicher Überblick und Meine Entsendung nach Theresienstadt. Wegen angeblicher Kollaboration wurde er im Juni 1945 festgenommen und interniert, jedoch am 3. Dezember 1946 vor einem tschechischen Volksgericht in Litoměřice vom Vorwurf der Kollaboration freigesprochen. Beim Prozess in Litoměřice gegen den ehemaligen Lagerkommandanten des Ghettos Theresienstadt Karl Rahm von Januar bis April 1947 sagte Murmelstein als Zeuge aus.
Anschließend zog er mit seiner Familie nach Rom, um eine Beschäftigung in einem rabbinischen Seminar aufzunehmen, wozu es jedoch nicht kam. Vor einem Ehrengericht der in Italien organisierten jüdischen Displaced Persons musste er im August 1948 sein Handeln als Judenältester in Theresienstadt rechtfertigen und konnte auch dort die ihm gegenüber vorgebrachten Vorwürfe entkräften. Kurzzeitig war er als Rabbiner in Triest tätig. Murmelstein ließ sich danach wieder mit seiner Familie in Rom nieder, wo er jedoch keinen Kontakt zum jüdischen Gemeindeleben suchte. In Rom handelte er mit Glühbirnen und war schließlich erfolgreich als angestellter Möbelverkäufer beschäftigt. Bis 1989 war Murmelstein am Pontifico Istituto Biblico des Vatikans zudem wissenschaftlich tätig. Murmelstein blieb österreichischer Staatsbürger und erhielt ein dauerndes Aufenthaltsrecht in Italien.
Obwohl er sich 1961 als Zeuge für den Eichmann-Prozess gemeldet hatte, wurde sein Aussageangebot nicht angenommen, was ihn sehr enttäuschte. In dem Zusammenhang hatte er das 1961 in italienischer Sprache erschienene Buch Terezin. Il ghetto-modello di Eichmann verfasst und später auch den Artikel Das Ende von Theresienstadt. Stellungnahme eines Beteiligten, der am 14. Dezember 1963 in der Neuen Zürcher Zeitung erschien. Murmelstein, der als jüdischer Funktionär dem SS-Führer Adolf Eichmann mehrmals begegnete, geht insbesondere in seiner Publikation Terezin. Il ghetto-modello di Eichmann zentral auf die Person Eichmanns ein. In diesen Schriften erläutert und rechtfertigt Murmelstein insbesondere seine Rolle als Judenältester in Theresienstadt.
Nach Israel reiste er nicht, da er als Kollaborateur angegriffen wurde. So forderte der Jerusalemer Religionshistoriker Gershom Scholem, der später an die Spitze der Israelischen Akademie der Wissenschaften trat, in einem später veröffentlichten Brief an die Philosophin Hannah Arendt für ihn die Todesstrafe.
Am 27. Oktober 1989 starb Murmelstein in Rom. Nach seinem Tod verweigerte der Großrabbiner von Rom Elio Toaff dem Verstorbenen das Kaddisch und wies ihm eine Grabstelle am Rand des Friedhofs zu. Murmelsteins Sohn beschwerte sich aufgrund dieser Entscheidung beim Italienischen Rabbinischen Rat und holte ein Gutachten zu seinem Vater ein, die dessen Bilanz als Judenältester positiv zeichnete. Noch 2002 verklagte Wolf Murmelstein Toaff wegen Verleumdung, das Verfahren wurde jedoch nicht abgeschlossen.

## Einschätzung der Persönlichkeit
Murmelstein gilt bis heute als ambivalente Persönlichkeit. Nach Rabinovici ist bereits seit längerem klar, dass Murmelstein kein Kollaborateur war, sondern aufgrund seiner Überzeugung notgedrungen mit den Nationalsozialisten kooperierte, um möglichst viele Juden zu retten.
Angesichts der 19.000 Überlebenden des Ghettos Theresienstadt merkte Murmelstein einmal an: „Ich habe Theresienstadt gerettet. Vielleicht ist das Megalomanie.“ Er betonte jedoch seinen geringen Spielraum als Judenältester in Theresienstadt. Nach eigenen Aussagen war Murmelstein ein Einzelkämpfer. Als Judenältester sei er autoritär vorgegangen. Anna Hájková beschreibt ihn dabei nicht als „menschelnde“ Erscheinung, sondern als kühl und manchmal cholerisch, andererseits jedoch auch als arbeitsam, klug und mit guter Menschenkenntnis ausgestattet.
Laut Aussagen einiger Zeitgenossen soll Murmelstein auch durch „herrschsüchtiges Auftreten“ aufgefallen sein, das brachte ihn schon nach dem Anschluss Österreichs, während seiner Funktionärstätigkeit in Wien, in Misskredit. Sein damaliger Mitarbeiter Willy Stern berichtete später Doron Rabinovici über Murmelstein: „Er hat herumgeschrien, er war grob, er hat die Leute herausgeschmissen; er ist unangenehm gewesen.“

## „Der Letzte der Ungerechten“
Murmelstein wurde mehrfach von Forschern interviewt. Ein für den Dokumentarfilm Shoah des Regisseurs Claude Lanzmann 1975 gedrehtes Interview mit Murmelstein fand zunächst keinen Eingang in Lanzmanns Werk. Als „der Letzte der Ungerechten“ bezeichnete sich Murmelstein selbst in diesem fast elfstündigen Gespräch mit Lanzmann, in dem insbesondere Murmelsteins ambivalente Rolle als hochrangiger jüdischer Funktionär ins Zentrum rückte. Die Selbstbezeichnung ist angelehnt an den Romantitel Der Letzte der Gerechten von André Schwarz-Bart (1959); vgl. die jüdische Legende von den 36 Gerechten.
Dieses Filmmaterial war Grundlage des im Mai 2013 beim 66. Festival von Cannes außer Konkurrenz gezeigten 218-minütigen französisch-österreichischen Dokumentarfilms Der Letzte der Ungerechten (Originaltitel Le Dernier des Injustes) von Claude Lanzmann (Produktion: Dor-Film, Wien).
In Robert Schindels 2010 veröffentlichtem Theaterstück Dunkelstein: eine Realfarce steht die an Murmelstein angelehnte fiktive Person Saul Dunkelstein im Vordergrund. Dieses Drama wurde 2016 im Theater Hamakom in Wien uraufgeführt.

## Schriften (Auswahl)
- Benjamin Murmelstein: Theresienstadt Eichmanns Vorzeige-Ghetto. Mit einem Nachwort von Wolf Murmelstein. Deutsche Übersetzung der 1961 in Italienisch erschienenen Autobiographie Terezin. Il ghetto-modello di Eichmann. Wien 2014, ISBN 978-3-7076-0510-5.
- Lisa Hauff: Zur politischen Rolle von Judenräten. Benjamin Murmelstein in Wien 1938–1942. Wallstein Verlag, Göttingen 2014, ISBN 978-3-8353-1527-3.
- Claude Lanzmann: Der letzte der Ungerechten. Rowohlt Verlag, Reinbek bei Hamburg, 2017, ISBN 978-3-499-63210-5.
- Geschichte der Juden. Des Volkes Weltwandern. Josef Belf, Wien 1938.
- Adam. Ein Beitrag zur Messiaslehre. Diss. Universität Wien 1927.